# Sankt Marein bei Knittelfeld
Sankt Marein bei Knittelfeld ist eine ehemalige Gemeinde mit 1248 Einwohnern (Stand: 31. Oktober 2013) im Bezirk Murtal und Gerichtsbezirk Judenburg in der Steiermark. Mit 1. Jänner 2015 wurde sie im Rahmen der steiermärkischen Gemeindestrukturreform mit der Gemeinde Feistritz bei Knittelfeld zusammengeschlossen. Die neue Gemeinde führt den Namen Sankt Marein-Feistritz.

## Geografie
Sankt Marein bei Knittelfeld liegt in der Steiermark unweit der Mündung des Leissingbaches in die Mur.

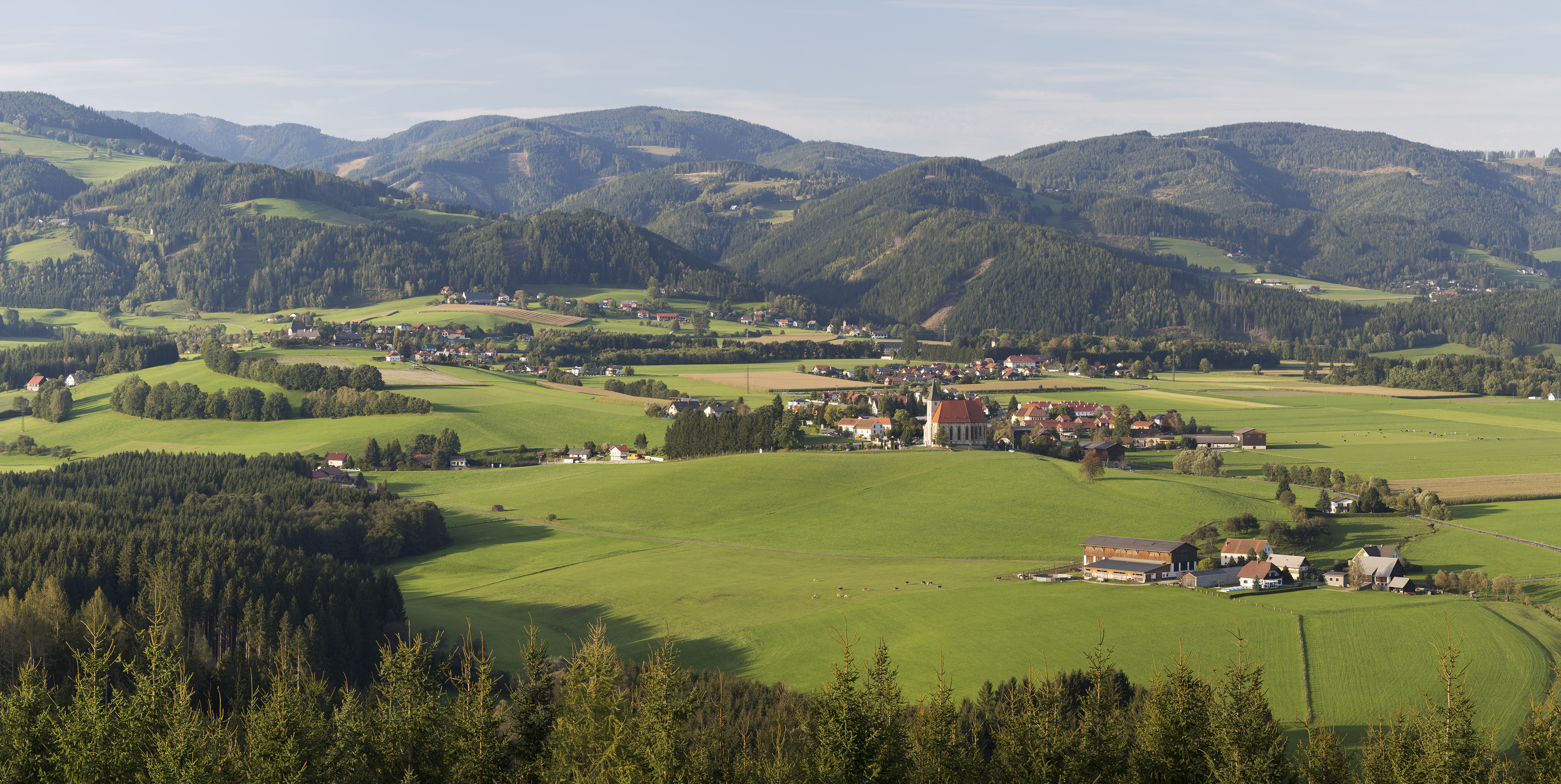
Sankt Marein bei Knittelfeld und Sankt Martha vom Zuckenhut

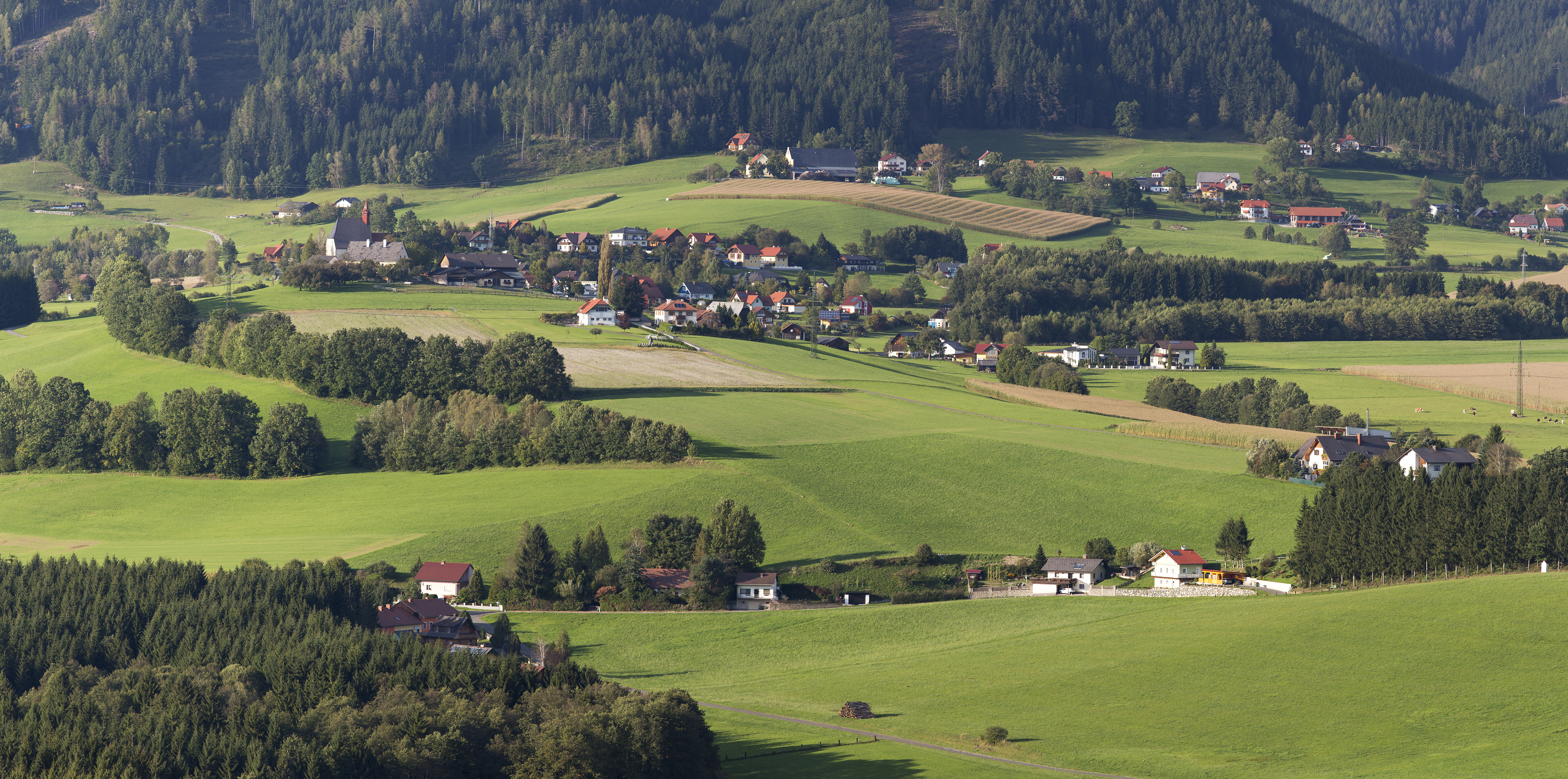
Sankt Martha von Süden

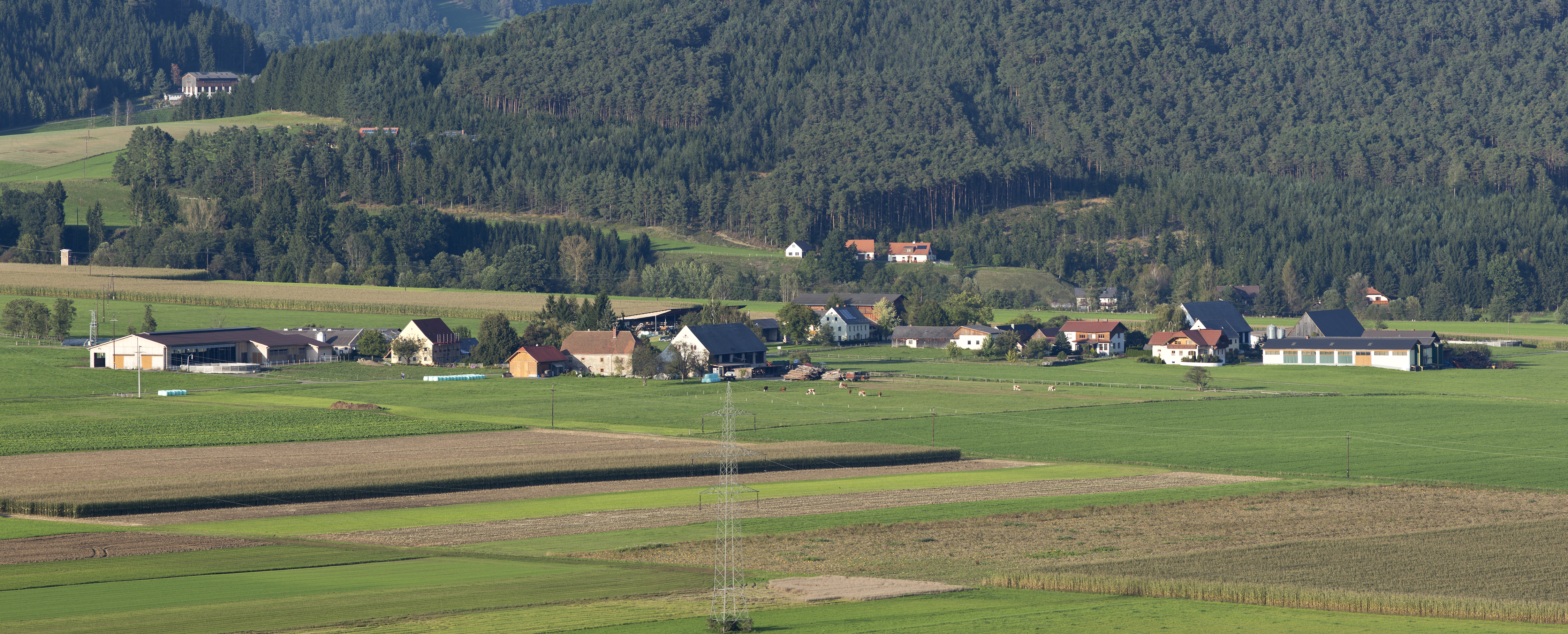
Die Ortschaften Mitterfeld und Moos von Südwesten

### Gliederung
Das ehemalige Gemeindegebiet umfasste folgende zwölf Ortschaften (Einwohner Stand 1. Jänner 2015):
- Feistritzgraben (1)
- Fentsch (130)
- Fressenberg (45)
- Greith (129)
- Hof (115)
- Kniepaß (8)
- Laas (64)
- Mitterfeld (14)
- Prankh (123)
- Sankt Marein bei Knittelfeld (299)
- Sankt Martha (190)
- Wasserleith (109)

Die ehemalige Gemeinde bestand aus den fünf Katastralgemeinden (Fläche Stand 31. Dezember 2023)
- Fressenberg (938,29 ha)
- Greuth (998,74 ha)
- Prank (429,84 ha)
- St. Marein (483,89 ha)
- Wasserleith (3.217,76 ha)

## Geschichte
Der Ort war Teil der 1122 entstandenen Mark Steiermark, die 1180 als Herzogtum Steiermark von Bayern getrennt wurde. Ebenso ist Sankt Marein Stammsitz des alten Adelsgeschlechtes derer von Pranckh, welches seinen Stammsitz auf Schloss Prankh in Prankh hatte. Das 1140 hier gegründete Augustiner-Chorherrenstift wurde schon 1142 nach Seckau verlegt. Ab 1192 wurde das Gebiet durch die Babenberger in Personalunion zwischen Österreich und der Steiermark regiert. Von 1282 bis 1918 stand das Gebiet unter der Herrschaft der Habsburger. 1849/50 wurde die politische Gemeinde St. Marein errichtet.
Am 6. November 1918 kam Sankt Marein bei Knittelfeld als Teil der Steiermark zur Republik Deutsch-Österreich. Nach der Annexion Österreichs 1938 kam der Ort zum Reichsgau Steiermark, 1945 bis 1955 war er Teil der britischen Besatzungszone in Österreich.

## Kultur und Sehenswürdigkeiten

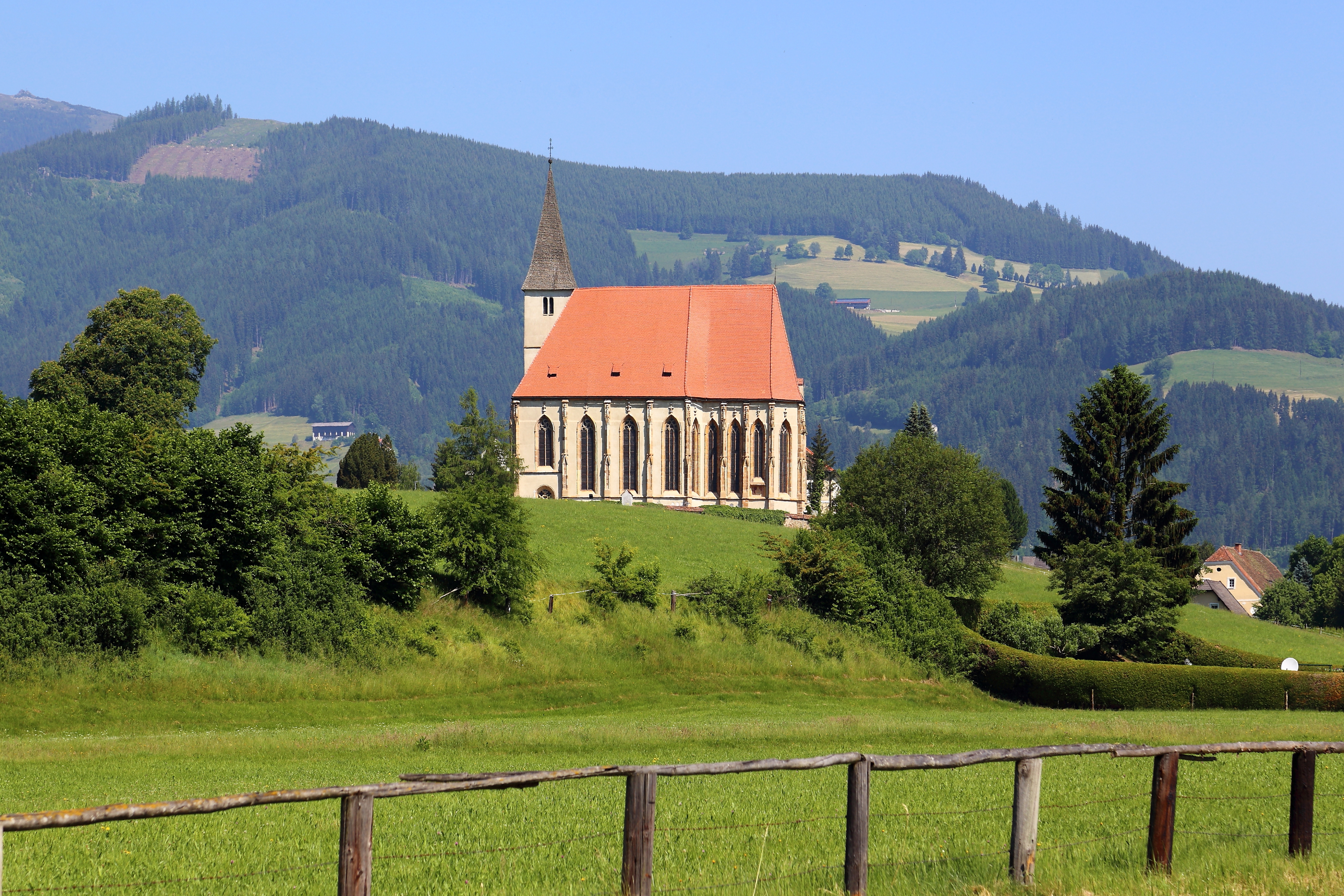
Die weithin sichtbare gotische Pfarrkirche

- Siehe auch: Liste der denkmalgeschützten Objekte in Sankt Marein-Feistritz
- Pfarrkirche

Eine zweischiffige Hallenkirche in erhöhter Lage, die Mitte des 15. Jahrhunderts errichtet wurde. 1480 wurde die Kirche von den Türken geplündert und beschädigt. Vom Vorgängerbau ist die wohl 1364 gestiftete Annakapelle noch erhalten und dient als Sakristei. Weiters sind Teile der Nord- und Westmauer sowie das Turmuntergeschoß vom Vorgängerbau.

## Politik
Der mit 31. Dezember 2014 aufgelöste Gemeinderat bestand nach der Gemeinderatswahl 2010 aus 15 Mitgliedern und setzte sich aus Mandaten der folgenden Parteien zusammen:
- 7 SPÖ
- 5 ÖVP
- 2 FPÖ
- 1 BZÖ

Letzter Bürgermeister war Bruno Aschenbrenner (ÖVP).
Bürgermeister
- bis 2010: Wolfgang Kuhelnik (SPÖ)[6]
- 2010–2014: Bruno Aschenbrenner (ÖVP)[6]

### Ehrenbürger
- Matthias Gruber (SPÖ Altbürgermeister)